# Lincoln megye (Idaho)
Lincoln megye az Amerikai Egyesült Államokban, azon belül Idaho államban található. Megyeszékhelye és legnagyobb városa Shoshone. Lakosainak száma 5127 fő (2020. április 1.). Lincoln megye Blaine, Jerome, Minidoka, Camas és Gooding megyékkel határos.

## Népesség
A megye népességének változása:
| Lakosok száma | 5203 | 5162 | 5275 | 5315 | 5297 | 5127 |
|               | 2010 | 2011 | 2012 | 2013 | 2015 | 2020 |